# Carta di controllo

Le carte di controllo sono uno strumento utilizzato nell'ambito della statistica per mantenere sotto controllo i vari parametri di un processo.

## Introduzione
Quella mostrata in grafico è una tipica carta di controllo (carta di Shewhart delle medie); in questa carta vengono riportate le medie delle misurazioni fatte durante un qualsiasi processo di produzione. Questa carta ha una linea centrale che rappresenta il valore atteso della caratteristica misurata, ossia il valore attorno al quale le misurazioni della caratteristica che si vuole analizzare dovrebbero trovarsi se nel processo fosse presente solo una variabilità naturale.
Infatti, all'interno di un processo di produzione sono presenti due tipi di variabilità:
- la variabilità naturale (o accidentale), che indica l'effetto cumulato di un gran numero di piccole cause inevitabili ed incontrollabili; è dovuta alla cause comuni di variabilità;
- la variabilità sistematica, che indica distorsioni nel processo che possono essere dovute a macchine non regolari, materie prime difettose, errori degli operatori, ecc.; è dovuta alle cause speciali di variabilità (sono quelle non casuali cioè dovute a fenomeni accertabili, specifici e, in linea teorica, controllabili mediante tarature e calibrazioni della macchina o degli strumenti di misura).

L'obiettivo è quello di individuare la presenza nel processo di variabilità sistematica, poiché la presenza della variabilità naturale è impossibile da eliminare e non influenza particolarmente la produzione; infatti se all'interno di un processo di produzione è presente solo una variabilità naturale il processo si dice "in controllo", mentre in presenza di variabilità sistematica il processo è detto "fuori controllo". 
Oltre alla linea centrale, nella carta sono presenti due limiti, uno inferiore (lower control limit) ed uno superiore (upper control limit) che sono determinati tramite varie considerazioni statistiche. Se all'interno del processo è presente una variabilità sistematica, ovvero qualcosa che determina errori nella produzione, uno o più punti stanno all'esterno dell'area delimitata dai limiti di controllo. Questo segnale permetterà di scoprire la causa dell'errore e rimuoverla velocemente dal processo. La bontà degli strumenti utilizzati si può misurare anche in base alla velocità con cui questi sono in grado di individuare gli improvvisi cambiamenti di stato (da "in-controllo" a "fuori-controllo"), in modo da permettere di intervenire velocemente nell'individuazione delle cause ed attivarsi per la correzione.
I grafici possono presentare altre due righe comprese tra quelle di controllo: il limite superiore di attenzione (upper warning limit), sotto la linea di controllo superiore, e il limite di attenzione inferiore (lower warning limit), sopra la linea di controllo inferiore.

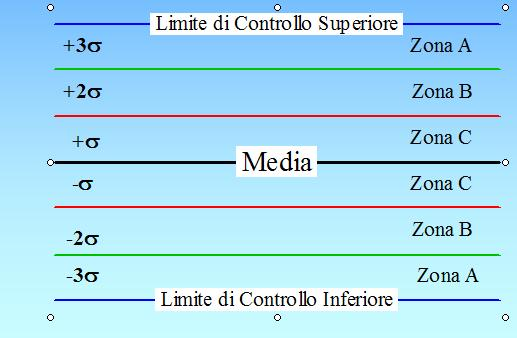

Si dice che il processo è fuori controllo se:
- uno o più punti si trovano fuori dei limiti di controllo;
- dividendo la carta di controllo in zone come riportato nell'immagine, si notano delle situazioni non casuali come segue (dove {\displaystyle {\overline {x}}} sta per valore medio e {\displaystyle \sigma } per deviazione standard):
  - due punti consecutivi su tre cadono all'esterno dei limiti di sorveglianza posizionati a {\displaystyle {\overline {x}}}±2{\displaystyle \sigma } ma rimangono all'interno dei limiti {\displaystyle {\overline {x}}}±3{\displaystyle \sigma };
  - quattro punti su cinque consecutivi cadono oltre la distanza {\displaystyle {\overline {x}}}±{\displaystyle \sigma };
  - otto punti consecutivi cadono dalla stessa parte della linea centrale;
  - sei punti consecutivi sono in ordine crescente (o decrescente);
  - quindici punti sono nella zona compresa tra {\displaystyle {\overline {x}}}+{\displaystyle \sigma } e {\displaystyle {\overline {x}}}–{\displaystyle \sigma } (sia sopra che sotto la linea centrale);
  - quattordici punti consecutivi si alternano a zig-zag;
  - otto punti consecutivi si alternano all'interno della linea centrale, ma nessuno nella zona compresa tra {\displaystyle {\overline {x}}}+{\displaystyle \sigma } e {\displaystyle {\overline {x}}}–{\displaystyle \sigma };
  - si manifesta un comportamento non casuale dei dati;
  - uno o più punti si posizionano vicino ai limiti di sorveglianza e di controllo.

La tipologia delle carte di controllo è molto variegata e si può proporre una generale distinzione tra:
- carte tradizionali di tipo Shewhart, definite come carte senza memoria ed insensibili a piccoli cambiamenti; a loro volta possono essere suddivise in:
  - carte di controllo per variabili;
  - carte di controllo per attributi;
- carte alternative adatte a evidenziare piccoli cambiamenti:
  - CUSUM (Cumulative SUM) a memoria illimitata uniforme;
  - EWMA (Exponential Weighted Moving Averange) a memoria illimitata non uniforme.

## Carte di controllo tradizionali
Quando la caratteristica di qualità oggetto di indagine, come ad esempio peso, lunghezza dimensione e volume, è misurabile numericamente, verrà chiamata "variabile" e per questa caratteristica sarà utile monitorare la media e la variabilità costruendo le carte di controllo per variabili chiamate {\displaystyle {\bar {x}}}, S, R, dove S e R rappresentano rispettivamente la deviazione standard campionaria ed il range; quando invece la caratteristica di qualità non può essere rappresentata numericamente, si definisce l'oggetto solo come conforme o non conforme, difettoso o non difettoso, questo caso darà vita alle carte di controllo per attributi, cioè la carta di controllo per frazione di non conformi, quelle per non conformità (o numero di difetti) e quella per non conformità per unità.